# Unnamed Memory
Unnamed Memory (アンネームドメモリー) ist eine Fantasy-Romanreihe von Kuji Furumiya, welcher im September des Jahres 2012 auf der Schriftstellerplattform Shōsetsuka ni Narō als Webroman startete.
Das Werk erhielt eine Umsetzung als Light-Novel- und Mangaserie. Die erste Romanreihe erschien zwischen 2019 und 2021 und ist mit sechs Bänden abgeschlossen. Im Februar 2022 startete eine Fortsetzung der Romane unter dem Titel Unnamed Memory: After the End. Zudem wurde mit Babel ein Ableger-Roman gestartet, welcher einen alternativen Handlungsstrang besitzt. Der Manga zu der Romanreihe wurde im September des Jahres 2020 gestartet. 2024 und 2025 lief im japanischen Fernsehen eine Anime-Adaption.
Unnamed Memory erzählt die Geschichte des Prinzen Oscar, dem Thronfolger des fiktiven Königreichs Farsas. Dieser wurde von der Hexe der Stille verflucht und kann aufgrund dessen keinen Nachfolger zeugen. Auf der Suche nach einer Möglichkeit, den Fluch zu brechen, sucht er die Hexe des azurblauen Mondes auf.

## Handlung
Oscar ist Prinz des Königreiches Farsas und der nächste Thronfolger. Als er noch ein Kind war, wurde er von der Hexe des Schweigens mit einem Fluch belegt, der dafür sorgt, dass er keine Kinder zeugen kann. Nach jahrelanger Forschung beschließt er, die Hexe des azurblauen Mondes aufzusuchen, in der Hoffnung, das sie den Fluch brechen kann.
Doch bevor er ihr sein Anliegen näherbringen kann, muss er ihren Turm erklimmen. Dieser ist mit Fallen und Monstern gespickt, sodass das Erreichen der Turmspitze erschwert wird. Oscar kann die Herausforderungen meistern und ein Gespräch mit der Hexe führen. Tinasha, so ihr Name, erklärt ihm, dass sein Fluch besonders komplex ist und dafür sorgt, dass Frauen die mit seinem Kind schwanger sind, kurz vor der Geburt sterben, sollten diese die magische Kraft des Fluches nicht standhalten können. Weiterhin offenbart sie, dass sie den Fluch der Hexe des Schweigens nicht ohne Probleme lösen kann. Um den Fluch zu umgehen, macht Tinasha den Vorschlag, eine Frau zu suchen, die über genügend mentale Kraft verfügt, um den Fluch standzuhalten. Ohne zu zögern bittet Oscar Tinasha darum, ihn zu heiraten und sein Kind zu gebären.
Dies lehnt die Hexe ab. Als Wunsch äußert Oscar schließlich, dass Tinasha für ein Jahr ihren Turm verlassen und mit ihm in Farsas leben solle. In dieser Zeit erhofft sich Oscar, ihr Herz gewinnen zu können.

## Charaktere
Oscar (オスカー, Osukā)
Der Prinz des Königreichs Farsas und der nächste Thronfolger. Aufgrund eines Fluches, der auf ihm liegt, kann er keine Nachfahren zeugen, die seine Blutlinie weiterführen. In der Hoffnung einen Weg zu finden den Fluch zu brechen, sucht er die Hexe des azurblauen Mondes auf.
Tinasha (ティナーシャ, Tināsha)
Die Hexe des azurblauen Mondes. Sie soll die stärkste Hexe des Kontinents sein. Sie lebt auf der Turmspitze des azurblauen Turms mitten in der Wildnis. Es wird gesagt, dass sie jedem, der ihren Turm erklimmen kann, einen Wunsch gewährt. Auch wenn sie ein jugendliches Aussehen hat und ihr Körper aufgehört hat zu wachsen, lebt sie bereits seit mehreren hundert Jahren. Oscar bittet sie, ihn von seinem Fluch zu befreien.
Lucrezia (ルクレツィア, Rukuretsia)
Die Hexe des verbotenen Waldes. Sie ist älter als Tinasha und mit ihr befreundet. Sie ist eine gutherzige Person, kann aber auch eine ernste Natur an den Tag legen, wenn es die Situation erforderlich macht oder Freunde betroffen sind.

## Medien

### Webroman und Light-Novel-Serien
Kuji Furumiya startete Unnamed Memory am 18. September des Jahres 2012 auf der Schriftsteller-Plattform Shōsetsuka ni Narō als Webroman, wurde aber zwischenzeitlich von der Webseite entfernt. Ursprünglich sollte die Serie als Dōjinshi zu veröffentlicht werden. Diesen Plan verwarf Furumiya, nachdem der Verlag Kadokawa anfragte, die Reihe im neu gestarteten Magazin Dengeki no Shin Bungei zu publizieren. Die Planungen für die Reihe begannen, laut Furumiya, bereits Mitte der 2000er-Jahre.
Der Webroman wurde vom japanischen Verleger ASCII Media Works lizenziert und als Light-Novel-Reihe mit Illustrationen von Chibi veröffentlicht. Die Romane erschienen zunächst im Magazin Dengeki no Shin Bungei und wurde später in sechs Bänden herausgegeben, die zwischen dem 17. Januar 2021 und dem 17. April 2022 in Japan veröffentlicht wurden.
Im Juli des Jahres 2020 gab der US-amerikanische Verleger Yen Press bekannt, die Romane in englischer Sprache zu veröffentlichen. Der digitale Verlag JNC Nina, eine Tochter des US-amerikanischen Verlegers J-Novel Club gab im März 2024 im Rahmen der Leipziger Buchmesse bekannt, die Romane in deutscher Sprache im Streaming zu veröffentlichen. Der erste Band erschien im Juli 2024 im ePUB-Format.
| Band | Veröffentlichung (Japan) | ISBN (Japan)            | ePUB (Deutsch)  | Deutscher Titel                                         |
| ---- | ------------------------ | ----------------------- | --------------- | ------------------------------------------------------- |
| 1    | 17. Januar 2019          | ISBN 978-4-04-912267-1. | 5. Juli 2024    | Die Hexe des azurblauen Mondes und der verfluchte Prinz |
| 2    | 17. Mai 2019             | ISBN 978-4-04-912380-7. | 4. Oktober 2024 | Die thronlose Königin                                   |
| 3    | 17. September 2019       | ISBN 978-4-04-912381-4. | 31. Januar 2025 | Der Schwur auf die Ewigkeit                             |
| 4    | 17. Januar 2020          | ISBN 978-4-04-912803-1. | 22. August 2025 | Noch einmal von Anfang                                  |
| 5    | 17. Juni 2020            | ISBN 978-4-04-912804-8. |                 |                                                         |
| 6    | 17. April 2021           | ISBN 978-4-04-912805-5. |                 |                                                         |

Am 17. Februar des Jahres 2022 startete eine Fortsetzung unter dem Titel Unnamed Memory: After the End.
| Band | Veröffentlichung (Japan) | ISBN (Japan)            |
| ---- | ------------------------ | ----------------------- |
| 1    | 17. Februar 2022         | ISBN 978-4-04-913870-2. |
| 2    | 16. Dezember 2022        | ISBN 978-4-04-914755-1. |
| 3    | 17. Oktober 2023         | ISBN 978-4-04-915288-3. |
| 4    | 17. April 2024           | ISBN 978-4-04-915604-1. |

Ein weiterer Ableger erschien unter dem Titel Babel (バベル Baberu), welcher einen alternativen Handlungsstrang aufweist. In diesem Werk wird eine Oberschülerin des modernen Japans nach Farsas beschworen. Um einen Weg zurück in ihre Welt zu finden, schließt sie sich mit einem exzentrischen Magier zusammen und bereisen gemeinsam das Königreich Farsas.
| Band | Veröffentlichung (Japan) | ISBN (Japan)            |
| ---- | ------------------------ | ----------------------- |
| 1    | 17. Juni 2020            | ISBN 978-4-04-913133-8. |
| 2    | 17. September 2020       | ISBN 978-4-04-913330-1. |
| 3    | 17. Dezember 2020        | ISBN 978-4-04-913539-8. |
| 4    | 16. Juli 2021            | ISBN 978-4-04-913827-6. |

### Mangaserie
Am 26. September 2020 startete eine Mangaserie basierend auf den Romanen im Magazin Dengeki Daioh des Verlages ASCII Media Works. Die Zeichnungen stammen aus der Feder Naoki Koshimizu, welcher auch die Mangas zu The Isolator und Boogiepop Returns: VS Imaginator zeichnete.
Im Februar des Jahres 2022 kündigte der US-amerikanische Verleger Yen Press an, die Mangareihe für eine englischsprachige Lokalisierung lizenziert zu haben.
| Band | Veröffentlichung (Japan) | ISBN (Japan)            |
| ---- | ------------------------ | ----------------------- |
| 1    | 09. April 2021           | ISBN 978-4-04-913712-5. |
| 2    | 27. September 2021       | ISBN 978-4-04-913989-1. |
| 3    | 10. Juni 2022            | ISBN 978-4-04-914472-7. |
| 4    | 10. Januar 2023          | ISBN 978-4-04-914829-9. |
| 5    | 10. August 2023          | ISBN 978-4-04-915189-3. |
| 6    | 26. Februar 2023         | ISBN 978-4-04-915541-9. |

## Anime-Produktion
Die Produktion einer Anime-Fernsehserie basierend auf die Romanreihe wurde am 13. Dezember des Jahres 2022 offiziell angekündigt. Die Serie entsteht unter der Regie von Kazuya Miura im Animationsstudio ENGI, während das Drehbuch von Deko Akao geschrieben, das Charakterdesign von Chika Nōmi und die Serienmusik von Akito Matsudo komponiert wird.
In den Hauptrollen sind Atsumi Tanezaki als Tinasha und Yoshiki Nakajima als Oscar zu hören. Ursprünglich war der Serienstart für das Jahr 2023 geplant, wurde aufgrund von Produktionsproblemen in das Jahr 2024 verschoben. Der zwölf Episoden umfassende Anime startete offiziell am 9. April 2024 im japanischen Fernsehen. Tei interpretiert mit Yōbigoe das Lied in der Vorspannsequenz, während die Gesangskollektiv Arika um die Synchronsprecherin Yūko Natsuyoshi und den Komponisten Yamato das Stück blan_ für die Abspannsequenz einsang.
Auf internationaler Ebene lizenzierte der Streamingdienst Crunchyroll die Serie für eine Ausstrahlung im Simulcast, darunter auch im deutschsprachigen Raum. Die erste Episode des Anime wurde neben weiteren Serien der Frühjahrsaison vor offiziellem Serienstart auf Crunchyroll geleaked. Alle betroffenen Titel wurden vorab in Zusammenarbeit mit den Organisatoren der Puerto Rico Comic Con auf der Veranstaltung veröffentlicht. Ob ein Zusammenhang zwischen der Vorabaufführung und dem Leak besteht, konnte nicht geklärt werden.
Crunchyroll kündigte im März 2024 an, dass die Serie eine deutschsprachige Synchronfassung erhalte, welche am 30. April 2024 auf der Streamingplattform startete.
Unmittelbar nach Ausstrahlung der zwölften Episode am 25. Juli 2024 wurde angekündigt, dass die Fernsehserie mit einer zweiten Staffel fortgesetzt werde. Diese lief vom 7. Januar bis 25. März im japanischen Fernsehen und umfasst ebenfalls zwölf Episoden.

### Synchronisation
Die deutsche Synchronfassung entsteht unter der Dialogregie von Julia Bautz bei der TNT Media GmbH in Potsdam. Das Dialogbuch wird von Len Thönelt und Ness Gerung geschrieben.
| Rolle       | Japanische Stimme (Seiyū) | Deutsche Stimme   |
| ----------- | ------------------------- | ----------------- |
| Prinz Oscar | Yoshiki Nakajima          | Oscar Räuker      |
| Tinasha     | Atsumi Tanezaki           | Josephine Schmidt |
| Lazar       | Shūichirō Umeda           | Sebastian Fitzner |
| Litola      | Yū Sasahara               | Saskia Glück      |
| Sylvia      | Yūko Natsuyoshi           |                   |
| Meredina    | Chinatsu Akasaki          |                   |
| Ars         | Takuya Satō               |                   |
| Curve       | Kōhei Amasaki             |                   |
| Narc        | Chitose Morinaga          |                   |
| Lucrezia    | Ayako Kawasumi            | Francis Dichmann  |
| Lanak       | Jun’ichi Yanagita         |                   |
| Travis      | Jun Fukuyama              |                   |
| Leonora     | Chiwa Saitō               |                   |

### Episodenliste
| Nr. (ges.) | Nr. (St.) | Deutscher Titel                                     | Originaltitel                                           | Erstausstrahlung Japan | Deutschsprachige Erstveröffentlichung (–) | Regie | Drehbuch |
| ---------- | --------- | --------------------------------------------------- | ------------------------------------------------------- | ---------------------- | ----------------------------------------- | ----- | -------- |
| 1          | 1         | Ein Fluch und der azurblaue Turm CR                 | 呪いの言葉と青い塔 (Noroi no Kotoba to Aoi Tō)          | 09. Apr. 2024          | 30. Apr. 2024 Dub                         | –     | –        |
| 2          | 2         | Wiederkehrende Erinnerungen an die Vergangenheit CR | 繰り返し触れられる過去 (Kurikaeshi Furerareru Kako)     | 16. Apr. 2024          | 07. Mai 2024 Dub                          | –     | –        |
| 3          | 3         | Wovon der Wald träumt CR                            | 森の見る夢 (Mori no Miru Yume)                          | 23. Apr. 2024          | 14. Mai 2024 Dub                          | –     | –        |
| 4          | 4         | Atem in die Gestalt eingehaucht CR                  | 形に息を吹きこむ (Katachi ni Iki o Fukikomu)            | 30. Apr. 2024          | 21. Mai 2024 Dub                          | –     | –        |
| 5          | 5         | Namenlose Emotionen CR                              | 無名の感情 (Mumei no Kanjō)                             | 07. Mai 2024           | 28. Mai 2024 Dub                          | –     | –        |
| 6          | 6         | Als der Abgrund geboren wurde CR                    | 深淵の生まれる時 (Shin-en no Umareru Toki)              | 14. Mai 2024           | 04. Juni 2024 Dub                         | –     | –        |
| 7          | 7         | Am Ende des Traums CR                               | 夢の終わり (Yume no Owari)                              | 21. Mai 2024           | 11. Juni 2024 Dub                         | –     | –        |
| 8          | 8         | Grüne Ranken CR                                     | 緑の蔓 (Midori no Tsuru)                                | 28. Mai 2024           | 18. Juni 2024 Dub                         | –     | –        |
| 9          | 9         | Was wir nicht wissen CR                             | 分からないこと (Wakarani Koto)                          | 04. Juni 2024          | 25. Juni 2024 Dub                         | –     | –        |
| 10         | 10        | Unbewanderte Kinder CR                              | 白紙の子供たち (Hakushi no Kodomo-tachi)                | 11. Juni 2024          | 02. Juli 2024 Dub                         | –     | –        |
| 11         | 11        | Ein Schloss aus Sand CR                             | 砂のお城 (Suna no Oshiro)                               | 18. Juni 2024          | 09. Juli 2024 Dub                         | –     | –        |
| 12         | 12        | Aneinanderliegende Erinnerungen CR                  | 背中合わせの記憶 (Senakāwase no kioku)                  | 25. Juni 2024          | 16. Juli 2024 Dub                         | –     | –        |
| 13         | 1         | Ein Neuanfang auf weißem Papier CR                  | 白紙よりもう一度 (Hakushi Yori Mōichido)                | 7. Jan. 2025           | 28. Januar 2025 Dub                       | –     | –        |
| 14         | 2         | Das Schlüpfen aus dem gläsernen Kokon CR            | 硝子の羽化 (Garasu No Uka)                              | 2025                   | 4. Februar 2025 Dub                       | –     | –        |
| 15         | 3         | Unerhörte Gebete CR                                 | 答えの無い祈り (Kotae No Nai Inori)                     | 2025                   | 11. Februar 2025 Dub                      | –     | –        |
| 16         | 4         | Unsichtbares Antlitz CR                             | 見えない貌 (Mie Nai mào)                                | 2025                   | 18. Februar 2025 Dub                      | –     | –        |
| 17         | 5         | Erwiderung des Versprechens CR                      | 約束の折り返し (Yakusoku No Orikaeshi)                  | 2025                   | 25. Februar 2025 Dub                      | –     | –        |
| 18         | 6         | Unblutige Narben CR                                 | 無血の傷跡 (Muketsu No Kizuato)                         | 2025                   | 4. März 2025 Dub                          | –     | –        |
| 19         | 7         | Glückliche Traurigkeit CR                           | 幸せな悲しみ (Shiawase Na Kanashimi)                    | 2025                   | 11. März 2025 Dub                         | –     | –        |
| 20         | 8         | Eine halbe Ewigkeit CR                              | 永遠の半分 (Eien No Hanbun)                             | 2025                   | 18. März 2025 Dub                         | –     | –        |
| 21         | 9         | Der Stolz der Vergangenheit CR                      | 過去の矜持 (Kako No Kyōji)                              | 2025                   | 25. März 2025 Dub                         | –     | –        |
| 22         | 10        | Irgendwann mit dir CR                               | いつかの君と (Itsuka No Kimi To)                        | 2025                   | 11. März 2025 OmU                         | –     | –        |
| 23         | 11        | Am Ende der Erinnerung CR                           | 記憶の果て (Kioku No Hate)                              | 2025                   | 18. März 2025 OmU                         | –     | –        |
| 24         | 12        | Ein Ende für eine namenlose Geschichte CR           | 名も無き物語に終焉を (Na mo naki monogatari ni shūen o) | 2025                   | 25. März 2025 OmU                         | –     | –        |

## Rezeption
In den Jahren 2019 und 2020 wurde die Romanserie in die Bestenliste Kono Light Novel ga Sugoi! des Verlages Takarajimasha aufgenommen. In der im November des Jahres 2019 veröffentlichten Liste für das Jahr 2020 wurde das Werk auf Platz eins in der Kategorie Tankōbon gelistet. Im Folgejahr landete das Werk in der gleichen Kategorie auf Platz drei. Zudem wurde die Romanreihe gemeinsam mit In the Land of Leadale bei den Light Novel Lover Booksellers Awards ausgezeichnet.
Unnamed Memory wurde auf Platz zehn der Liste Next Big Light Novel Hit des Jahres 2019 gewählt. Das Ranking wurde vom Verlag BookWalker erhoben.
Kim Morrissy besprach die Romanreihe im Zuge des Specials “Light Novels With Shōjo Manga Energy” der Plattform Anime News Network. Sie bezeichnete die Reihe als „elegant geschriebene Fantasy-Romanze“, die durch seine eher episodalen Erzählweise und den individuellen Geschichten einen interessanten Einblick in die Welt und der Charaktere gebe. Rebecca Silverman besprach im Jahr 2020 den ersten Band der Light-Novel-Reihe und befand, dass der Roman im Verlauf der Geschichte an Fahrt aufnehme, der Beginn der Geschichte aber zu langatmig geworden sei. Die vorgestellten Charaktere Oscar und Tinasha, deren Hintergründe beleuchtet werden, bezeichnete sie als interessant.
Im Zuge des Features The Spring Anime Guide wurde die erste Folge der Anime-Umsetzung bei verschiedenen Redakteuren von Anime News Network besprochen, welche diese überwiegend mittelmäßig bewerteten. Nicolas Dupree, welcher die schlechteste Wertung vergab, verglich den Serienstart mit dem Remake von Spice & Wolf und befand, dass die gleichzeitige Ausstrahlung beider Serien zum Nachteil von Unnamed Memory avancierte. Beide Serien seien sehr dialogreich, eine Chemie zwischen den beiden Protagonisten werde durch ihre Gespräche angedeutet, jedoch seien Oscar und Tinasha nicht wie Lawrence und Holo. Zudem wurde Tinasha als uninteressant empfunden. Richard Eisenbeis, der die beste Bewertung aller Rezensenten vergab, bezeichnete die Charaktere in seiner Besprechung hingegen als gut. Das Setup sei solide umgesetzt, das Magiesystem als großartig und der mysteriöse Hintergrund als faszinierend empfunden.